# Piti (piłkarz)
Piti, właśc. Francisco Medina Luna (ur. 26 maja 1981 w Reus) – hiszpański piłkarz występujący na pozycji napastnika w klubie Rayo Vallecano.

## Kariera
Początkowy etap kariery piłkarskiej Pitiego wiąże się z grą dla zespołów katalońskich: Atlético Segre, UE Tàrrega oraz CF Reus Deportiu, a także walencyjskiego Novelda CF. Stąd trafił do Realu Saragossa, gdzie najpierw z powodzeniem występował w drużynie rezerw, a w sezonie 2005/06 miał okazję zadebiutować w Primera División. Na La Romareda nie zabawił jednak długo, gdyż po rocznym wypożyczeniu w Ciudad Murcia został sprzedany do drugoligowego Hérculesa Alicante.
Wiosną 2007 roku reprezentował już barwy Rayo Vallecano - wówczas trzecioligowca. Po udanym okresie wypożyczenia został sprowadzony przez włodarzy Rayo na stałe. Barwy tej drużyny reprezentuje do dzisiaj i od kilku lat jest filarem ofensywy Madrytczyków. Jego bramki i asysty wydatnie przyczyniły się najpierw do awansu zasłużonego dla hiszpańskiego futbolu klubu do Segunda División, a w sezonie 2010/11 - do La Liga. Swoją pierwszą bramkę na najwyższym poziomie krajowych rozgrywek zdobył 6 listopada 2011 roku w spotkaniu z Realem Sociedad (wygranym 4:0). Pełnił zaszczytną funkcję kapitana Rayo. Szczególnie udany był dlań sezon 2012/13 - drużyna z Vallecas zajęła wówczas najwyższe, 8. miejsce w tabeli w historii swoich występów na najwyższym poziomie rozgrywkowym. Do tego sukcesu walnie przyczynił się Piti, zdobywca 18 bramek (najlepszy wynik wśród zawodników klubu) i autor 2 asyst w 36 spotkaniach ligowych.
Po zakończeniu owego sezonu i wygaśnięciu kontraktu, na skutek problemów finansowych byłej drużyny, przeniósł się do innego klubu występującego w Primera División, Granady CF.

### Statystyki klubowe
| Sezon   | Klub             | Kraj      | Liga               | Mecze | Bramki |
| ------- | ---------------- | --------- | ------------------ | ----- | ------ |
| 2003/04 | CF Reus Deportiu | Hiszpania | Tercera División   | 36    | 23     |
| 2004/05 | Real Saragossa B | Hiszpania | Segunda División B | 27    | 11     |
| 2004/05 | Real Saragossa   | Hiszpania | Primera División   | 3     | 0      |
| 2005/06 | Ciudad de Murcia | Hiszpania | Segunda División   | 30    | 8      |
| 2006/07 | Hércules CF      | Hiszpania | Segunda División   | 15    | 2      |
| 2006/07 | Rayo Vallecano   | Hiszpania | Segunda División B | 4     | 0      |
| 2007/08 | Hércules CF      | Hiszpania | Segunda División   | 6     | 0      |
| 2007/08 | Rayo Vallecano   | Hiszpania | Segunda División B | 21    | 0      |
| 2008/09 | Rayo Vallecano   | Hiszpania | Segunda División   | 37    | 8      |
| 2009/10 | Rayo Vallecano   | Hiszpania | Segunda División   | 35    | 7      |
| 2010/11 | Rayo Vallecano   | Hiszpania | Segunda División   | 34    | 9      |
| 2011/12 | Rayo Vallecano   | Hiszpania | Primera División   | 35    | 3      |
| 2012/13 | Rayo Vallecano   | Hiszpania | Primera División   | 35    | 18     |
| 2013/14 | Granada CF       | Hiszpania | Primera División   | 26    | 5      |
| 2014/15 | Granada CF       | Hiszpania | Primera División   | 33    | 17     |
| 2015/16 | Granada CF       | Hiszpania | Primera División   | 8     | 2      |
| 2015/16 | Rayo Vallecano   | Hiszpania | Primera División   | 8     | 0      |

Stan na: 1 maja 2016 r.